# Лопес-и-Викунья, Викентия Мария
Святая Вике́нтия Мари́я Ло́пес-и-Вику́нья (Висе́нта Мария; исп. Vicenta María López y Vicuña, 22 марта 1847, Касканте, Наварра — 26 декабря 1890[…], Мадрид) — испанская католическая монахиня. Основала орден «Монахини Непорочной Марии» (исп. Religiosas de María Inmaculada, Servicio Doméstico; лат. Institutum Religiosarum a Maria Immaculata pro puellis domestico famulatui addictis; аббр. R.M.I.), который заботился о публичных женщинах; горничных и других девушках из домашней обслуги; и, в особенности, жертвах жестокого обращения.

## Биография
Родилась 22 марта 1847 года в Касканте в семье Хосе Марии Лопеса Хименеса и Николасы Викунья. В 1866 году отказалась вступить в брак по расчёту и вместо этого принесла личный обет целомудрия; уже в то время она осознавала своё призвание к религиозной жизни. Какое-то время жила со своей тётей по материнской линии — Эулалией де Викунья, — которая основала пансионат для домашней прислуги; вместе со тётей сформировала группу женщин для помощи работающим девушкам.
На основе этой группы в июне 1876 года основала новый религиозный орден «Монахини Непорочной Марии». В 1878 году принесла монашеские обеты вместе с тремя другими женщинами. Конгрегация получила епархиальное одобрение 18 апреля 1876 года и папское одобрение 18 апреля 1888 года от папы Льва XIII.
Умерла 26 декабря 1890 года в Мадриде в возрасте 43 лет. Её орден существует до сих пор и на конец 2005 года насчитывал 1367 монахини в 130 обителях во многих странах мира.

## Почитание
20 мая 1924 года теологи официально одобрили её труды. Процесс беатификации Викентии Марии начался 18 июля 1928 года, когда папа Пий XI присвоил ей титул слуги Божьей. Папа Пий XII назвал её досточтимой 23 марта 1943 года и беатифицировал 19 февраля 1950 года. Канонизирована папой Павлом VI 25 мая 1975 года.
День памяти — 26 декабря.